# Dadonville
 Dadonville  es una población y comuna francesa, situada en la región de Centro, departamento de Loiret, en el distrito de Pithiviers y cantón de Pithiviers.

## Demografía
| 613 | 735 | 854 | 1249 | 1715 | 1873 |
| Para los censos de 1962 a 1999 la población legal corresponde a la población sin duplicidades (Fuente: INSEE [Consultar]) |     |     |      |      |      |